# Fernández (Uruguay)
Pour les articles homonymes, voir Fernández.
Fernández est une ville de l'Uruguay située dans le département de Salto. Sa population est de 299 habitants.

## Population
| Année | Population |
| ----- | ---------- |
| 1963  | 509        |
| 1975  | 399        |
| 1985  | 251        |
| 1996  | 239        |
| 2004  | 299        |

,

## Personnalités liées
- Lacy Duarte (1937-2015), née à Mataojo sur la commune de Fernández, artiste peintre uruguayenne spécialisée dans les arts visuels.